# Södermöre kommundel
Södermöre kommundel är en kommundel i Kalmar kommun.
Södermöre kommundel började år 2000 som ett demokratiprojekt i Kalmar kommun att föra besluten närmare befolkningen i Södermöre. Södermöre kommundelsnämnd ansvarade för delar av den kommunala verksamheten i södra delen av Kalmar kommun, nämligen för barn- och skolbarnsomsorg, grundskola, omsorg om äldre, hemsjukvården samt bibliotek och fritidsgårdar. Därtill hade nämnden ett särskilt uppdrag att arbeta med demokrati- och landsbygdsutveckling. Södermöre kommundelsfövaltning hade omkring 360 anställda inom de berörda kommunala verksamheterna.
Södermöre kommundelsnämnd och dess förvaltning avvecklades 2023. Samma år inrättades landsbygdsnämnden som har ett övergripande ansvar för kommunens strategiska arbete med landsbygdsutveckling.